# مایکا گارسیا گودوی
مایکا گارسیا گودوی (اسپانیایی: Maica García Godoy‎؛ زادهٔ ۱۷ سپتامبر ۱۹۹۰) بازیکن واترپلو اهل اسپانیا است.